# Норџ (Оклахома)
Норџ (енгл. Norge) град је у америчкој савезној држави Оклахома.

## Демографија
По попису из 2010. године број становника је 145, што је 63 (76,8%) становника више него 2000. године.
| Група             | 2000.      | 2010.       |
| Белци             | 72 (87,8%) | 119 (82,1%) |
| Афроамериканци    | 0 (0,0%)   | 1 (0,7%)    |
| Азијати           | 0 (0,0%)   | 0 (0,0%)    |
| Хиспаноамериканци | 3 (3,7%)   | 10 (6,9%)   |
| Укупно            | 82         | 145         |